# Drowned World/Substitute for Love
Drowned World/Substitute for Love – trzeci singel z albumu Madonny Ray of Light. Piosenka została wydana na singlu tylko w Europie, Azji oraz Kanadzie. Utwór odniósł umiarkowany sukces na listach przebojów.

## Listy sprzedaży
| Kraj            | Najwyższa pozycja | Sprzedaż |
| --------------- | ----------------- | -------- |
| Australia       | 16                | 15 000   |
| Austria         | 34                | -        |
| Europa          | 22                | -        |
| Francja         | 42                | 40 000   |
| Hiszpania       | 1                 | -        |
| Japonia         | 10                | -        |
| Kanada          | 18                | 8 000    |
| Niemcy          | 39                | 65 000   |
| Szwajcaria      | 31                | -        |
| Szwecja         | 41                | -        |
| Wielka Brytania | 10                | 50 000   |
| Włochy          | 5                 | 15 000   |